# Bombina variegata
El sapo de vientre amarillo (Bombina variegata) es una especie de anuro de la familia Bombinatoridae.

## Descripción
Los adultos de mayor tamaño no llegan a 35 mm (machos) o 55 mm (hembras), siendo por tanto una de las especies más pequeñas de Archaeobatrachia. Su dorso es marrón-verdoso, frecuentemente con manchas brillantes. El vientre, incluido la cara interna de los brazos y los dedos, son de un tono gris-azulado a negro-azulado con conspicuas manchas amarillo-anaranjadas que cubren la mitad de dicha superficie.
Estos anuros tienen un cuerpo compacto no tan aplanado como Bombina bombina. Las pupilas son acorazonadas sin tímpanos visibles, los laterales tienen numerosas verrugas.
El canto de apareamiento de los machos se oye durante la primavera tardía y verano temprano. Como esta especie no tienen sacos bucales, el canto es suave.
Puesta: Los huevos aparecen desde mayo hasta junio; se disponen en paquetes laxos de 2 a 30 huevos en la hierba u otra vegetación. Tienen un color marrón medio por la cara superior, y marrón brillante en la cara inferior. El tamaño medio es de 1,5 a 2 mm, con una capa mucosa de 5-8 mm. 
Larvas: Tienen un tamaño máximo de 55 mm, con el final de la cola redondeado. Son de un color gris sucio.

## Distribución
Es una especie estrechamente asociada al agua. Originariamente vivía típicamente a lo largo de arroyos y ríos, dependiendo de la disponibilidad de agua. Bajo la influencia humana su hábitat sigue dependiendo de la disponibilidad de pequeños cuerpos de agua en tierra fangosa, como roderas de tractores, charcos, y zanjas. La mayoría de estas zonas son ricas en vegetación y libres de depredadores y especies competidoras. El calentamiento de estos pequeños cuerpos de agua asegura el desarrollo rápido de embriones y larvas. 
La elevada movilidad de los juveniles permite la dispersión de esta especie a nuevas zonas adecuadas. En tierra buscan refugio debajo de rocas, madera muerta y grietas. Prosperan en zonas montañosas y colinas de Europa central y meridional como el valle alto del Rin.
Esta especie se encuentra en Europa de 100 a 2100 m de altitud en los siguientes países:
Francia, Bélgica, Luxemburgo, Holanda, Alemania, Suiza, norte de Italia, Austria, Chequia, Polonia, Eslovaquia, Hungría, Eslovenia, Croacia, Bosnia-Herzegovina, Serbia, Montenegro, Albania, Macedonia del Norte, Grecia, Bulgaria, en Rumania y oeste de Ucrania.

## Amenazas
- Pérdida de lugares adecuados para la puesta.

## Publicación original
- Linnaeus, 1758 : Systema naturae per regna tria naturae, secundum classes, ordines, genera, species, cum characteribus, differentiis, synonymis, locis, ed. 10, vol. 1 (texto integral).

## Galería

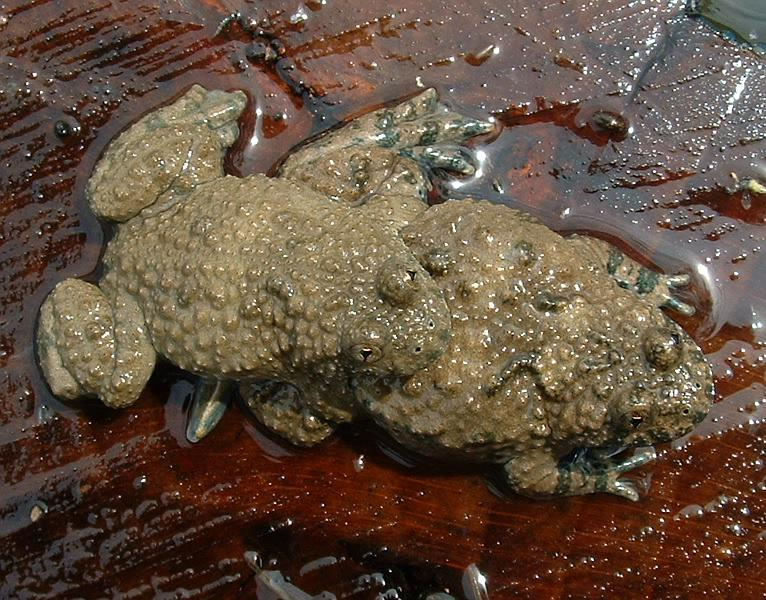
Pareja en amplexo
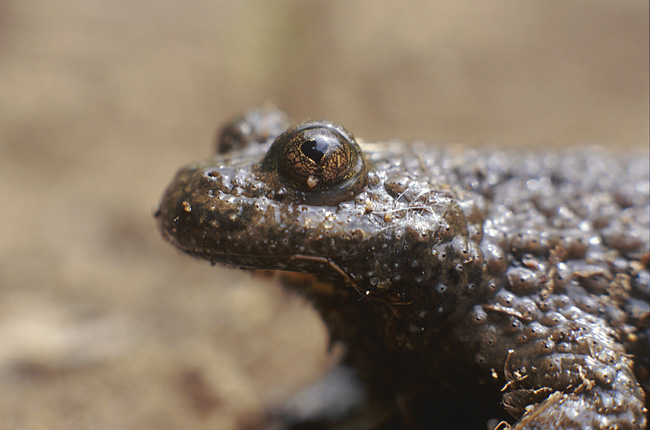
Observesé la pupila acorazonada
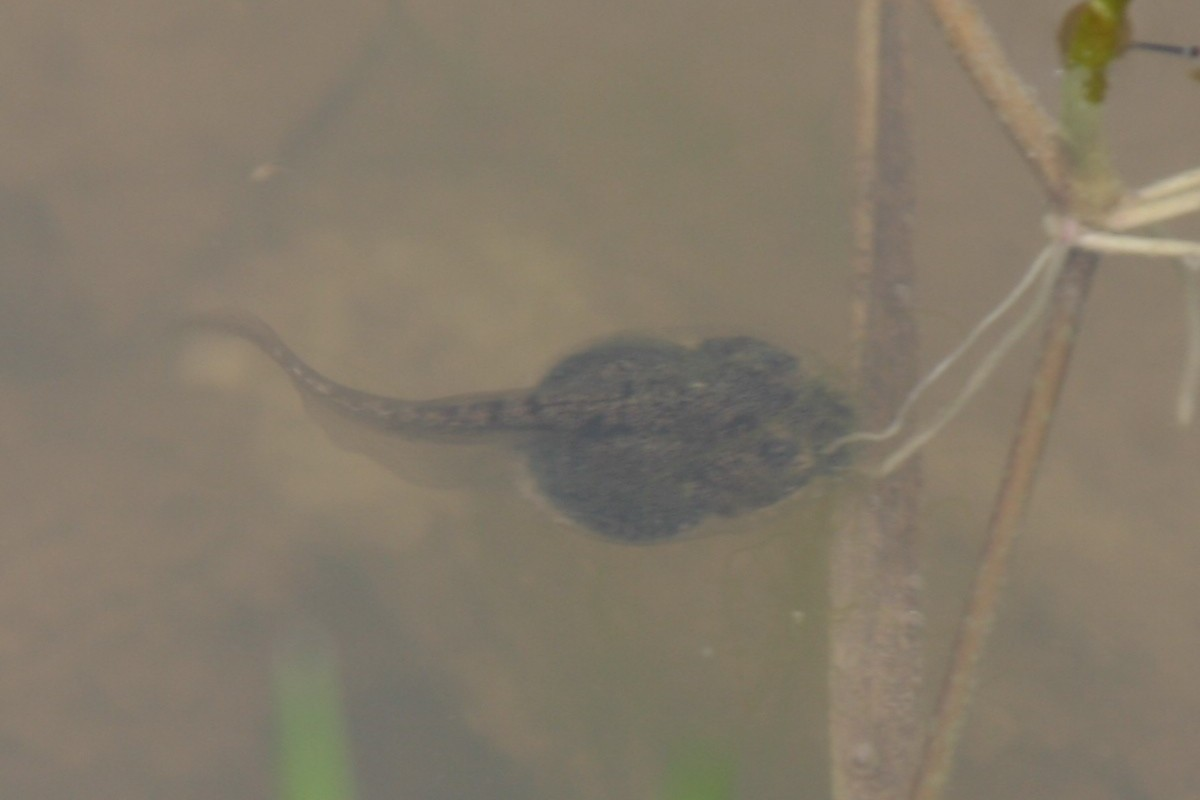
Renacuajo
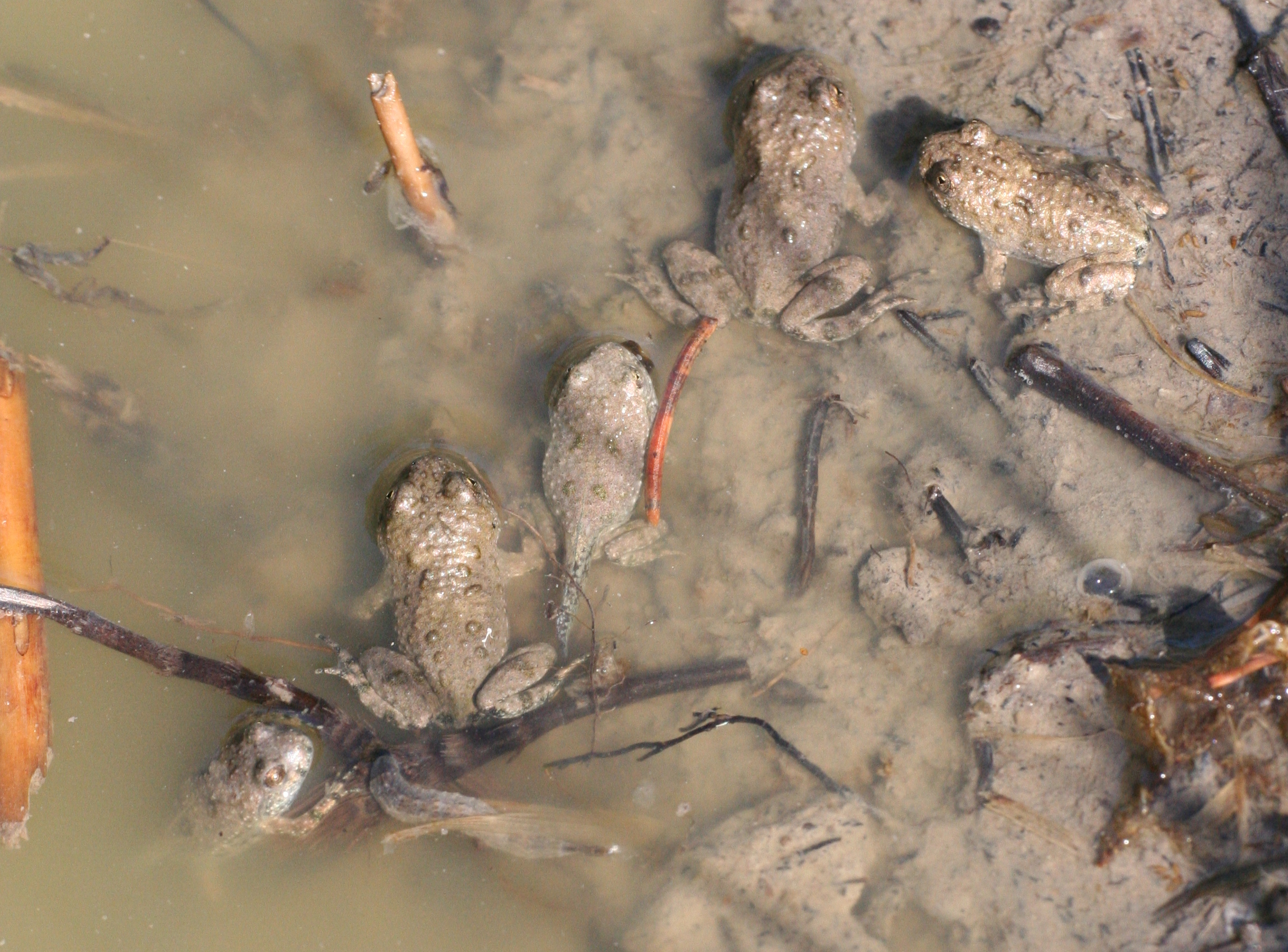
Final de la metamorfosis